# بنو خلف
بنو خلف كانت عائلة عربية حكمت وشقة والمنطقة المسماة بربشتر في شبه الجزيرة الأيبيرية من حوالي 802 إلى 862، وبربشتر وحدها من 862 إلى حوالي 882.
وكان الحاكم الأول هو خلف بن راشد (802م) الذي استقر مع عشيرته في القرية التي أطلقوا عليها اسم ميدايير، وهي بربسترو حاليًّا. كانت قلعة المدينة (بارباسترا) مركز السيادة الإسلامية في المنطقة.
توفي خلف قبل سنة 862م. في هذه السنة مُنح حكم وشقة لأسرة بني قسي. ثم حكم بربشتر ابنه عبد الله بن خلف. وفي سبعينيات القرن التاسع، تحالف مع المتمرد إسماعيل بن موسى القصوي، الذي زوجه عبد الله ابنته. وفي رد فعل انتقامي، دخل محمد الأول ملك قرطبة في نهاية العقد مدينة وشقة وقتل عبد الله وجميع أبنائه، واستولى على أراضي بني جلاف.

## فهرس
- العدري : ترسي الاجبار وتنوي العطار والبستان . المحرر بقلم فرناندو دي لا جرانجا: العلامة التجارية العليا في عمل الأودري . Estudios de la Edad Media de la Corona de Aragón, VIII (1967)، pp. 457–461.